# Редмонд (Юта)
Редмонд (англ. Redmond) — місто (англ. town) в США, в окрузі Севір штату Юта. Населення — 762 особи (2020).

## Географія
Редмонд розташований за координатами 39°0′19″ пн. ш. 111°52′2″ зх. д. / 39.00528° пн. ш. 111.86722° зх. д. (39.005260, -111.867242).  За даними Бюро перепису населення США в 2010 році місто мало площу 2,54 км², з яких 2,49 км² — суходіл та 0,05 км² — водойми.

## Демографія
Згідно з переписом 2010 року, у місті мешкало 730 осіб у 254 домогосподарствах у складі 203 родин. Густота населення становила 287 осіб/км².  Було 277 помешкань (109/км²).
Расовий склад населення:
| - 97,8 % — білих - 0,5 % — корінних американців - 0,3 % — азіатів - 0,1 % — чорних або афроамериканців |

До двох чи більше рас належало 0,8 %. Частка іспаномовних становила 3,8 % від усіх жителів.
За віковим діапазоном населення розподілялося таким чином: 31,5 % — особи молодші 18 років, 56,3 % — особи у віці 18—64 років, 12,2 % — особи у віці 65 років та старші. Медіана віку мешканця становила 33,0 року. На 100 осіб жіночої статі у місті припадало 106,2 чоловіків;  на 100 жінок у віці від 18 років та старших — 104,1 чоловіків також старших 18 років.
Середній дохід на одне домашнє господарство  становив 58 273 долари США (медіана — 51 058), а середній дохід на одну сім'ю — 64 920 доларів (медіана — 61 875). За межею бідності перебувало 13,4 % осіб, у тому числі 16,4 % дітей у віці до 18 років та 8,1 % осіб у віці 65 років та старших.
Цивільне працевлаштоване населення становило 338 осіб. Основні галузі зайнятості: освіта, охорона здоров'я та соціальна допомога — 21,6 %, роздрібна торгівля — 13,6 %, сільське господарство, лісництво, риболовля — 13,3 %.